# British Rail Class 37
Тепловоз British Rail Class 37 (BR Class 37, класс 37 железных дорог Великобритании, также English Electric Type 3) — тепловоз с электропередачей. Разработан в ходе реализации плана модернизации железных дорог Великобритании.
В недавнем прошлом — весьма распространённый в Великобритании локомотив, в своё время составлявший основу парка в Восточной Англии и Шотландии. Долгое время также успешно использовался на второстепенных и межрегиональных маршрутах. Благодаря характерному звуку дизеля, BR Class 37 получил прозвище «трактор».

## Общие сведения
В ходе крупномасштабной кампании по отказу от паровой тяги с переходом на дизельную согласно Плану модернизации железных дорог, возникла необходимость в тепловозах с мощностью 1100—1500 кВт (по принятой в то время классификации — тип 3). Компания English Electric уже имела опыт постройки локомотивов классов 1 (до 735 кВт) и 4 (свыше 1500 кВт), а также опыт постройки локомотивов такой мощности для железных дорог восточной Африки. Именно экспортный вариант был принят за основу проекта нового локомотива. В компоновке кузова прослеживается преемственность с другими локомотивами того же производителя, классами 40 и 23.
Британские железные дороги сделали заказ на 42 локомотива данного класса в январе 1959 г. без постройки прототипа. Первые тепловозы серии были поставлены в ноябре 1960 г., заказ полностью выполнен к середине 1962 г., после чего был произведён дозаказ. Последний (309-й) локомотив серии был отправлен с завода 9 ноября 1965 г. Первоначальная нумерация была D6700-D6999 и D6600-D6608. Всего дозаказ производился 6 раз.

## В массовой культуре
- В фильме Стрелочник в нескольких эпизодах показан поезд, ведомый локомотивом класса 37.
- Несколько раз был показан в фильме «Великое ограбление поезда».
- Модель локомотива класса 37 присутствует в компьютерной игре Trainz Railroad Simulator и других железнодорожных симуляторах.